# 邵積誠
邵積誠（1846年3月21日—1909年），字允樸，號實孚。福建福州府侯官縣人，同治四年乙丑補行甲子本省鄉試舉人，同治七年戊辰科進士。翰林院庶吉士、編修。歷任湖廣道監察御史、江南道監察御史、山東道監察御史、巡視西城、四川學政、禮科給事中、吏科掌印給事中、巡視中城、貴州貴西道、雲南迤東道、貴州按察使、貴州布政使、暫護貴州巡撫。